# Grigorij Ivanovič Kulik
Grigorij Ivanovič Kulik (in russo Григо́рий Ива́нович Кули́к?; Dudnykove, 9 novembre 1890 – Mosca, 24 agosto 1950) è stato un generale e politico sovietico.

## Origini e carriera
Nacque in una famiglia contadina vicino a Poltava, in Ucraina (allora Impero russo). Durante la prima guerra mondiale si arruolò nell'esercito. Entrò nel partito bolscevico nel 1917 e nell'Armata rossa nel 1918. Durante la guerra civile russa divenne comandante d'artiglieria.